# Stazione di Guidonia-Montecelio-Sant'Angelo
La stazione di Guidonia-Montecelio-Sant'Angelo è una stazione ferroviaria situata lungo la ferrovia Roma–Pescara. Serve la città di Guidonia Montecelio ed il limitrofo comune di Sant'Angelo Romano.

## Storia
Fino al 1937 portava la denominazione di «Montecelio-Sant'Angelo»; in tale data assunse la nuova denominazione di «Guidonia-Montecelio-Sant'Angelo».

## Strutture e impianti
Il piazzale della stazione conta 3 binari: il primo è utilizzato per le precedenze, il secondo è quello di corsa e il terzo viene utilizzato come capolinea dei convogli che terminano la corsa a Guidonia. È presente anche uno scalo merci composto da 2 tronchini, utilizzati per il ricovero dei treni cantiere.

## Movimento
La stazione è servita dal servizio suburbano della linea FL2 e da servizi regionali; le principali destinazioni sono Avezzano, Mandela-Sambuci e Pescara.

## Servizi
- Biglietteria automatica
- Sala d'attesa
- Bar